# MÄR
 (octobre 2014).
MÄR (メル, Meru) ou Märchen Awaken Romance (メルヘヴン, Meru hevun, MÄR Heaven) est un manga écrit et dessiné par Nobuyuki Anzai. Il a été prépublié entre janvier 2003 et juillet 2006 dans le magazine Weekly Shōnen Sunday, et a été compilé en un total de quinze tomes. La version française est éditée en intégralité par Kana.
Il a  été adapté en série télévisée d'animation diffusée du 3 avril 2005 au 25 mars 2007 sur TV Tokyo. En France, la série est diffusée sur la chaîne MCM depuis le 5 janvier 2008.
Une suite nommée MÄR Omega (MÄR {\displaystyle \Omega }) a été publiée entre 2006 et 2007. Cette série n'est pas dessinée par Nobuyuki Anzai mais par Kōichirō Hoshino.

## Synopsis
Ginta Toramizu, en deuxième année du collège Furowa, passe son temps à rêver d'un monde magnifique sorti tout droit d'un conte de fée. Sa mère écrit des romans de ce genre et son père a mystérieusement disparu depuis six ans. Ginta prétend rêver toutes les nuits d'un pays magique nommé Märchen (voulant dire "conte de fée" en allemand) et subit les moqueries de ses camarades de classe. Seule son amie Koyuki le prend au sérieux. Un jour, une sorte de fantôme (en réalité une dimension ärm nommée Pierrot) fait son apparition durant un cours et propose à Ginta de l'emmener dans un autre monde correspondant au monde de ses rêves. Il accepte sans hésiter.
Il atterrit dans le pays de Mär Heaven, tout à fait semblable à celui auquel il rêve chaque nuit et dans lequel il est doté de compétences physiques hors normes, sa force étant multipliée par 10. Dans ce pays existent des artéfacts, de petits objets nommés Ärms, possédant des pouvoirs spéciaux comme invoquer des esprits, se transformer en arme ou en gardien.
Mais le pays est sous la menace de l'armée de l'Échiquier. Menée par Phantom, elle a tenté six ans plus tôt d'anéantir le pays mais a été repoussée par Danna, homme mystérieux venu du même monde que Ginta. Libérant la princesse Snow, poursuivie par les pièces de L'échiquier et ressemblant comme deux gouttes d'eau à Koyuki, Ginta commence un long combat contre Phantom et son armée.

## ÄRMS
Les Ärms sont des artefacts de métal finement ciselés qui sont imprégnés de magie.
- Weapon Ärm : Les Weapon Arms sont des Ärms de combat, prenant la forme d'outils ou d'armes blanches (pelle, épée, faux...).
- Dimension Ärm : Ces artefacts sont utilisés pour manipuler les dimensions, ils incluent également les ärm de déplacement.
- Nature Ärm : Les Nature Ärms servent (souvent) à accroître la Force de l'utilisateur ou de lancer des sorts à l'aide de la nature qui entoure l'utilisateur.
- Darkness Ärm : Ces artefacts servent à lancer un sort à l'ennemi. Ils peuvent pétrifier ou encore métamorphoser l'adversaire au prix d'un contrecoup subi par l'invocateur (douleur vive, perte momentanée d'un sens, etc.).
- Holy Ärm : Ces artefacts permettent de briser une malédiction ou encore le sort d'un Darkness Ärm ou de soigner des blessures.
- Guardian Ärm : Les Guardian Ärms sont des invocations de tailles et formes diverses dotées de pouvoirs variés . Leur puissance est telle qu'ils sont souvent gardés pour comme atouts de dernier recours, et qu'il est aussi difficile d'en manipuler plusieurs que d'écrire deux textes différents en même temps. Sauf exception pour HA BÔA-KU, l'invocateur est privé de tout mouvements.
- Ghost Ärm : Ces Ärms réunissent une partie des capacités des autres ärms au prix d'une ou plusieurs mutilations. Une utilisation abusée peut conduire à la mort. Dans l'animé il s'avérera qu'ils ont été construits par les "Ghost chess" de l'échiquier.
- Ärm Uniques : Ces Ärms particuliers ne peuvent être classés dans aucune des catégories précédemment citées.

## Personnages

### Membres de MÄR (8)
- Ginta Toramizu : Originaire du monde réel, Ginta est le capitaine de l'équipe Mär. Son Ärm s'appelle Babbo, il est capable de prendre huit formes au terme de l'histoire. Son père, Danna, a participé à la première édition du War Game, et a succombé sous les coups du Fantôme.
- Babbo : Weapon Ärm parlant ce qui est rarissime, capable de prendre jusqu'à huit formes différentes.
- Dorothy : Sorcière de Gardea, elle se rallie à la cause de Ginta après que celui-ci ait libéré Babbo de son antre. Elle est la sœur de Dianna, qui est en fait le chef officieux de l'Échiquier.
- Jack : Ami de Ginta, il utilise un Ärm nommé Pelle de Combat et plusieurs Nature Ärm qui se rapportent aux plantes, en plus de son Ärm de feu qu'il reçoit à Gardea. Son père, Jake, avait participé à la première édition du War Game et avait été tué par un cavalier du nom de Wizard.
- Alan : Ancien numéro 2 de la Cross Guard et également le bras droit de Danna, il a été enfermé dans Edward (Edo), le chien, à cause du Darkness Ärm « Igneel » d’Halloween, un cavalier de l’Échiquier.
- Edward : Chien protecteur de Snow a la suite du premier War game et qui finit par fusionné avec Alan à cause d’Halloween (compte donc pour un seul membre avec Alan).
- Snow : princesse de Lestower. Elle est la fille adoptive de Diana.
- Alviss : Ami de Ginta qui a perdu ses parents dans la 1re Grande Guerre de Mär Heaven.
- Nanashi : chef de Luberia, la guilde des Voleurs. La quasi-totalité de ses camarades ont été tués par Peta, un des cavaliers de l'Échiquier.

### Cross guard
- Alviss
- Alan
- Gaira: Le plus vieux des membres de la Cross guard, il n'en est pas moins un combattant hors pair ayant grandement aidé lors de la dernière guerre contre l'échiquier. Ces exploits durant les événements lui ont valu le surnom de "Troisième homme" . Battu par Kimera, l'un des cavaliers, durant les éliminatoires avant le tournoi, il entraînera les jeunes membres de Mär entre les combats.

### Luberia (guilde des voleurs)
- Nanashi
- Stan Lee
- Mok
- Chap

### Pièces de l'échiquier (Roi et Reine)
Les pièces de l'Échiquier ont des statuts différents selon leurs forces. Les plus faibles sont les Pions, puis viennent les Tours, les Fous, les Cavaliers, la Reine et le Roi.
- L'orbe démoniaque (Roi de l'échiquier)

C'est lui qui manipule la reine et Phantom. Il est le vrai commanditaire de l'échiquier et son but est de réduire l'espèce humaine à néant.
Le roi est capable de prendre le corps de personnes en y transférant son âme. Le roi se révèle être en fait l'orbe de Gardéa, ayant séduit Diana et Phantom dans leur jeunesse. On peut soumettre l'hypothèse que les arms utilisé par Le Roi sont une partie de ceux que Danna a utilisés durant le premier War Game.
Il est le combattant le plus coriace que Ginta ait affronté dans le manga.
Arms utilisés :
1. - Phenix (guardian ärm) : Un oiseau millénaire qui envoie un déluge de flamme sur son ennemi.
2. - Anneaux lacérant (weapon ärm) : Envoie deux énormes anneaux coupants à grande vitesse.
3. - ??? (weapon ärm) : Une énorme épée que le roi tient à deux mains. Elle possède des crocs sur le côté droit et une longue lame sur le côté gauche.
4. - Tiamat (guardian ärm) : Une fille implantée dans l’énorme gueule d'un crane de dragon, elle réagit en criant et la gueule de dragon produit un rayon d'une incroyable puissance.
5. - Explosion (nature ärm) : Crée une boule psychique où l'adversaire est enfermé. Elle explose lorsque l'utilisateur de l'arm le souhaite. Tiamat était une diversion pour éloigner le gardien de Ginta mais ça n'a pas marché.
6. - (animé uniquement) ??? (weapon ärm) : Une armure couvrant l'intégralité du corps.
7. - (anime uniquement) ??? (dimension ärm) Prend le contrôle d'une zone si d'autres personnes que l'utilisateur se déplacent dans celle-ci, l’utilisateur peut les amener n'importe où (effet non confirmé). Ce fut utilisé contre Alviss et Snow dans l'épisode 97.

- Dianna (Reine de l'échiquier)

Dianna est la grande sœur de Dorothy et la belle-mère de Snow. Elle est partie de Kaldéa avec Phantom après avoir été envoutée par l'orbe démoniaque.
Dianna avait pour but de récupérer tous les ärms de Mär Heaven et que tous lui appartiennent. Elle rêvait aussi de pouvoir conquérir le monde de Ginta grâce à Snow quand elle apprend le lien que celle-ci à avec Koyuki.
Dianna possède un 6e sens hors du commun, peut-être même aussi puissant que celui de Phantom.
Dianna était déjà la reine de l'échiquier lors du premier war game, mais elle s'est faite passée pour une alliée en équipant la cross guard avec des arms.
C'est Dorothy qui affirmera que Dianna est la reine de l'échiquier en demandant à Rapunzel lors d'une bataille du second war game.
Dianna doit être tuée par Dorothy afin que celle-ci lave le déshonneur de sa famille (A Kaldéa ce sont les membres de la famille de la personne qui a commis un délit qui doivent la tuer).
Dianna fera capturé Snow et la ramènera au château de Lestava.
Elle affrontera Dorothy lors d'un combat acharné mais mourra à cause de la distraction provoquée par le gardien de Dorothy (Flying Leo) qui permettra à cette dernière de lui asséner un coup final avec sa dague.
Dianna et Dorothy sont toutes les deux des manieuses de vents.
Avant de mourir, Dianna parlera à Dorothy, lui disant qu'elle l'a toujours aimée malgré l'envoutement de l'orbe et sa recherche de pouvoir.
Dorothy pleurera la mort de sa sœur en serrant fort le cadavre de sa sœur.
Arms utilisés :
1. - L'éclair de la reine (weapon ärm) : Permet de lancer Aérostaff, soit des bourrasques de vents
2. - (manga uniquement) L'anneau de la fin (nature ärm) : Crée un anneau au-dessus de l'utilisateur qui déverse un puissant gaz toxique, mais qui n'est pas nocif pour l'utilisateur.
3. - Octopus (guardian ärm) : Un poulpe géant avec des tentacules.
4. - Dragon d'air (nature ärm) : Une bourrasque de vent qui prend la forme d'un dragon asiatique et qui se jette sur l'ennemi
5. - Pinnochion II (guardian ärm) : Une version de Pinnochion, un des cavaliers de l'échiquier, qui est plus grande, avec de très long bras.
6. - Cerbère (guardian ärm) : Trois sphères de ténèbres se rejoignent pour laisser s'échapper ce monstre. Il possède une tête de bouc ainsi que deux serpents. Il sera tué par Toto (le rain dog de Dorothy).
7. - Dalia (ghost ärm) : Une énorme patte d'oiseau remplace les jambes de Diana. Ses bras se changent en ailes, elle peut voler et attaquer ses ennemis en hauteur.
8. - (animé uniquement) Cube de la mort (darkness ärm) Un cube qui a pour effet d’emprisonner une personne.  Afin de libérer la personne, il faut déplacer dans le bon ordre les cavités du cube, s'il est forcé ou que l'on se trompe dans la combinaison, la personne enfermée est envoyée dans une autre dimension. À contrario, si l'on rentre la bonne combinaison, la personne est libre mais celui qui l'a libérée subit la contrepartie d'être envoyé dans une autre dimension. Ce fut utilisé contre Snow et finalement en résolvant le puzzle c'est Magical Rô qui la libéra et qui sera envoyé dans une autre dimension.

### Pièces de l'échiquier (grade de cavalier)
- Phantom/Fantôme (cavalier, commandant en chef)

Pour des raisons qui lui sont propres, Phantom déteste les humains plus que tout autre chose. Il n’est pas maître de ses actions, il est apparemment contrôlé par Dianna, telle une marionnette. Phantom aurait été envouté par l'orbe alors qu'il n'était encore qu'un petit garçon.
Le fantôme possède un 6e sens qui dépasse l'entendement : il invoque plusieurs gardiens en même temps alors que la stricte limite est d'un seul (ce qui reviendrait à écrire 2 textes différents avec les 2 mains). Il a un bras entouré de bandelettes où réside dessous ses ärms favoris cousus à-même sa peau. Il semble amoureux de la reine mais n'éprouve pas beaucoup de sentiments. Il semble affectionner Ginta et Alviss, alors que ceux-ci lui voue une haine meurtrière.
Arms utilisés :
1. - (animé uniquement) ??? (dimension ärm) : Ouvre un trou dimensionnel noir transportant une personne à un autre endroit. Utilisé pour sauver Alibaba.
2. - Allumage (ärm unique) : Allumage est une épée qui a une boule de feu à l'extrémité d'une chaîne. Allumage est capable de prendre deux formes différentes et il explose au moindre contact avec un coup de l'adversaire.
3. - Le miroir fantôme (ärm unique) : Enferme l'adversaire dans un miroir que le phantom peut briser à tout moment, détruisant l'adversaire avec.
4. - Âmes éternelles (ärm unique) : Cet arm permet à l'utilisateur de prendre l'énergie vitale de ses adversaires. Plus le 6e sens du manieur est élevé, plus l'énergie vitale absorbée est grande. Dans le cas de Phantom, celui-ci est capable d'absorber une quantité phénoménale d'énergie vitale.
5. - Écaille protectrices (weapon ärm) : Ces écailles forment un bouclier presque impénétrable. Elles peuvent cependant aussi servir de projectiles.
6. - Gardien 1 : Un gardien chevalier possédant une lance et capable de foncer à une vitesse vertigineuse sur l'ennemi.
7. - Gardien 2 (Lémure) : Un des deux plus puissants gardiens de Phantom présenté sous la forme d'un démon noir. Il l'invoque en dernier. Ce gardien réussit à casser une partie de la gargouille de Ginta.
8. - Gardien 3 : Un gros golem qui fonce sur l'ennemi. Ce gardien ne résiste pas 3 secondes face au chat botté.
9. - Gardien 4 : Ce gardien, un pantin de huit bras, a le pouvoir de se téléporter pour atteindre l'ennemi par surprise.
10. - Gardien 5 (Dragon d'outre-tombe) : Un des deux plus puissants gardiens de Phantom.Il peut cracher le feu. Il est invoqué en dernier avec Lémure.
11. - Gardien 6 : Un énorme lapin peluche qui crache un rayon de sa bouche. Il est puissant puisqu'il détruit le gardien 9 par erreur.
12. - Gardien 7 : Un petit gentleman qui ressemble à un œuf. Il ne sert à rien car il n'a pas attaqué.
13. - Gardien 8 : Un autre golem de pierre, il sert de diversion pour que le 9 attrape Ginta et que le 6 lui envoie son rayon.
14. - Gardien 9 : Un gardien qui ressemble à un tronc d'arbre. Il est rapide et peut saisir ses ennemis facilement.
15. - Gardien 10 : Un petit fantôme encapuchonné qui se révèle cruel puisqu'il met dans le doute son adversaire en lui faisant repenser à des évènements tristes. Est en fait un monstre avec un poignard.

Dans l'animé les numéros des gardiens sont prononcés en allemand.
- Peta (cavalier, 2e commandant et stratège de l'échiquier)

Étant le bras droit de Phantom et sûrement l’un de ses plus fidèles soldats. Il est également en quelque sorte le stratège de l’échiquier, soufflant à Phantom la plupart des actions à prendre en faveur de l'Échiquier.
Peta se battra lors de la finale contre Nanashi. Peta à la meilleure défense de toutes les pièces de l'échiquier, il ne peut être atteint par les attaques physiques et renvoie les attaques magiques.
Mais c'est la force mentale de Nanashi avec son gardien Gymnot qui décidera de l'issue de la bataille. Peta meurt sous le dernier coup de Nanashi.
Le fantôme pleurera la mort de son ami, à vrai dire Peta était le plus grand ami du fantôme.
Arms utilisés :
1. - Anneau miroir magique (dimension ärm) : Permet de communiquer à diverses personnes au moyen de reflets dans du cristal, miroir, eau et même dans la lune et le soleil.
2. - (animé uniquement) Chaine de fantassins (guardian ärm) : Fais apparaître 6 guerriers reliés par des chaines.
3. - La faux de la mort (weapon ärm) : Une faux qui sert d'arme de corps à corps pour Peta. Lent à la manipulation.
4. - Le corps de sang (nature ärm) : Un arm qui permet à son utilisateur de changer l'intégralité de son corps en sang et de rendre les attaques physiques inefficaces.
5. - Miroir Obscur (nature ärm): Permet de renvoyer les attaques de type magique.
6. - Globes sangsues (ärm unique) : Weapon arm qui se plante dans l'ennemi et le vide de son sang. Arm utilisé par Peta pour anéantir Luberia au début du manga.
7. - Coagulation : Peta utilise le sang récolté par les globes pour le durcir et le renvoyer sur l'ennemi.
8. - Le canon des abysses (ghost ärm) : Envoi un conglomérat d'âmes de défunts sur l'ennemi.
9. - Les griffes écarlates (ghost ärm) : Allonge les ongles de l'utilisateur les rendant aussi tranchant que des griffes.
10. - L'entité cyclope (guardian ärm) : Son gardien est un monstre qui peut attaquer avec des chauves-souris ou avec ses griffes.

- Halloween (cavalier, 3e commandant de l'échiquier)

Le troisième commandant des armées de l’échiquier, après Phantom et Peta. Il a l’autorité pour commander d’autres cavaliers.
L’Halloween crucifié, comme on le surnomme, est en fait un des amis d’enfance d’Alan (Panpu). À cette époque, dans le village où ils sont tous deux originaires, il était sans cesse maltraité par les autres enfants du village, excepté Alan, qui le protégeait. Plus tard, il tua deux enfants l'ayant persécuté et quitta le village avec une seule ambition, devenir plus puissant que son protecteur, Alan.
On le retrouvera lors du premier WarGame, dans les rangs de l’échiquier. Ayant changé de nom et d’apparence, il ne révélera pas son identité à Alan. Après le combat les opposant, il enfermera l’âme d’Alan dans Edward, le chien protecteur de la princesse Snow.
Lors du second WarGame, il se battra à nouveau contre Alan et connaîtra la défaite, malgré son utilisation prodigieuse de Nature Ärm de feu.
Arms utilisés :
1. - (animé uniquement) ??? (nature ärm) : un arm maniant le feu qu'Halloween a volé à Allan, celui-ci le détruira à la fin du combat.
2. - Mains de feu (nature ärm) : Crée deux mains avec des flammes qui peuvent être projetées sur l'ennemi.
3. - Antarès (nature ärm) : Envoi une boule de feu sur l'ennemi.
4. - Napalm death (weapon ärm) : Un énorme canon dans le dos d'Halloween, il projette un rayon imposant de flammes.
5. - Citrouilles explosives (nature ärm) : Plein de citrouilles explosives sont sur le terrain, permet de handicaper les mouvements de l'ennemi.
6. - Jaillissement sépulcral-(Manga) (nature ärm) : Plein de tombes avec des yeux sortent de terre. Une attaque venant du sol, frappant l'ennemi de face et par en dessous.
7. - Jaillissement sépulcral-(Animé) (darkness ärm) : Des cercueils faisant apparaître des squelettes pouvant se reformer tant qu'ils sont à proximité des cercueils.
8. - Baton de feu (nature ärm) : Un bâton enflammé (pas nommé dans le manga).
9. - Dague croisée (nature ärm) : La grande croix d'Halloween se transforme en brasier et lance des dagues enflammées.
10. - Igneel (darkness ärm) : Permet de transférer une personne dans le corps d'une autre. Celui devient alors prisonnier du corps de l'autre et ne peut en sortir que lorsque la personne dort. C'est ce qui est arrivé à Alan et Edward.
11. - Wakan Tanka (guardian ärm) : L'arm le plus puissant d'Halloween. Une énorme tête de squelette avec des plumes sur la tête. Le plus puissant des gardiens maîtrisant le feu.

- Kimera (cavalier, 4e pièce la plus puissante)

Kimera, cavalier de l’échiquier, fait partie des rares femmes cavalier. À la fin du premier War Game, elle épousera un des anciens membres de l'Echiquier dont elle est éperdument amoureuse. Lors de la cérémonie de mariage, celui-ci sera emmené par les hommes du Cross Guard avide de vengeance. Tout ce qu’elle reverra de lui est un doigt coupé, l'alliance au bout. Les hommes de la Cross Guard, afin de la punir d’avoir voulu épouser un membre de l'Échiquier, la tortureront, lui infligeant de terribles cicatrices sur tout le corps.
À bout de force, sa vie détruite, elle fera alors la connaissance de Peta, qui la prendra parmi les membres de l’échiquier. Il semblerait que Peta lui donna ses premiers gosth arm. Ce sera elle qui torturera Ghid, la fiancée de Yan.
Elle vaincra aussi Gaïra, le 3e Homme, sans grande difficulté.
Elle mourra sous les attaques de Yan mais elle souhaitera une vie meilleure pour leur couple. Kimera rajoute que Yan n'aurait jamais pu la battre si elle n'avait pas été affaiblie par le combat de Dorothy, ce qui est vrai.
Kimera retrouve sa nature humaine juste avant de mourir.
Kimera reste une des meilleures pièces de l'échiquier. Son flux de magie est considérable.
Arms utilisés :
1. - ??? (ghost ärm) : Transforme partiellement une personne en insecte, utilisé sur Ghid.
2. - ??? (ghost ärm) : son œil droit est multiplié en une dizaine d'autre lui offrant une vue avec moins d'angles morts.
3. - ??? (guardian ärm) : des "poissons monstres" envoyés sur l'adversaire pour faire diversion.
4. - Demon hurlant (ghost ärm) : Une bouche hideuse remplace le bras droit de Kimera, elle peut lancer un rayon dévastateur avec.
5. - ??? (ghost ärm) : Une tête de tyrannosaure squelettique sort du bras gauche de Kimera, elle peut mordre son adversaire avec, ou foncer dessus.
6. - Les mains de l'ogre (ghost ärm): Deux énormes mains remplacent les bras de Kimera, elles attaquent avec une rapidité fulgurante et griffe l'adversaire.
7. - Queue spectrale (ghost ärm) : Une queue pousse derrière Kimera et elle peut attaquer et contrer les attaques adversaires avec. Elle réduit à l'inutilité le gardian arm de dorothy.
8. - Chimère (ghost ärm) : Fais office de gardien sauf que c'est le corps meurtri de Kimera qui permet l'apparition de ce monstre. Quand Chimère est blessé, c'est Kiméra qui se prend les dégâts puisqu'elles ne font qu'un.
9. - (animé uniquement) ??? (ghost ärm) : De la même manière que chimère, transforme l'utilisateur en gigantesque monstre, sera battu par le gardien de Yan.

- Roland (cavalier, 5e pièce la plus puissante)

Roland était un enfant de très faible constitution, qui était destiné à mourir. C'est par un hasard qu'il fit la rencontre de Phantom, celui-ci lui donnant un morceau viande chaude pour qu'il le mange. Phantom demanda à Roland de le suivre.
Phantom a trouvé que le 6e sens de Roland était très puissant, et il l’entraîna pour pouvoir l'utiliser à ses fins.
Lors du premier war game, Roland n'avait que le grade de Tour (ou Fou), mais il réussit à devenir un des cavaliers du zodiaque en seulement 6 ans. C'est un manieur de nature arm de roches et explosifs.
Il va combattre Alviss une première fois, et va gagner sans trop de réelle difficulté. Mais lors de la 2e rencontre, Roland se rend compte de la différence de flux entre lui et Alviss, et perd son combat en implosant dans la sphère créée par le gardien d'Alviss.
Il ne meurt pas.
Dans l'épisode 94 il se perfore la gorge avec son Arm Ruban sombre mais réapparaît avec Candice dans le dernier générique de fin où il pose une rose sur la tombe de Fantôme.
Arms utilisés :
1. - Les cubes de pierre (nature arm) : Permet de créer des cubes de pierre avec l'environnement, pour ensuite les envoyer sur l'ennemi. Ce nature arm permet en fait de faire exploser ces cubes au moindre contact avec l'ennemi.
2. - Serpent de magma : Grâce à son ärm cube de pierre, un serpent de magma jaillit du cratère d'un volcan créé par la liquéfaction de la roche sur le terrain ou de la lave déjà présente pour ensuite attaquer l'ennemi.
3. - Le fouet rapière (weapon ärm) : Ressemble à une épée mais est en réalité un fouet qui peut s'étirer à une bonne distance. Ce fouet entraîne une explosion lorsqu'il touche un adversaire.
4. - Ailes d'anges (ghost ärm) : Crée des ailes à l'utilisateur. Il peut ainsi s'envoler, mais aussi utiliser les plumes comme projectiles tranchants.
5. - Cocatrix (guardian ärm) : Invoque un cocatrix sur le terrain. Ce cocatrix produit un souffle qui transforme les adversaires en statues de pierre.
6. - (anime uniquement) ??? (ärm unique) enferme l'ennemi dans une cage où les arm ne peuvent être utilisés, si la personne essaye de s'enfuir elle s'électrocute.
7. - (animé uniquement) Ruban sombre (nature ärm) Des ronces géantes s'emparent de l'ennemi et aspire sa magie faisant pousser des roses sur les racines

- Wizard (cavalier, 6e pièce la plus puissante)

Un utilisateur de Nature ärm de type végétal, tout comme Jack. Lors de la manche finale du WarGame, Jack sera tout désigné pour l’affronter, et découvrira alors que le cavalier qu'il combat est celui qui a blessé mortellement son père lors du précédent WarGame. Wizard est la pièce de l'échiquier la plus âgée, du haut de ses 84 ans. Mais il est très rapide et possède un capital de magie élevé.
Il sera vaincu, mais laissé en vie, Jack ayant réduit son capital magie presque à néant en brulant le petit arbre qui trônait sur la tête de Wizard. Dans l'animé Wizard a avoué rejoindre l'Échiquier pour tuer des gens dans le but de faire croitre son arm Yggdrasil.
D’un naturel relativement calme, Wizard n’en reste pas moins un des 5 cavaliers les plus puissants de l’Échiquier. Il fut capable de prendre d'assaut un château entier à lui tout seul.
Arms utilisés :
1. - Canon à semences (nature ärm) : Des petits canons sortent du bras gauche de Wizard et lance des grosses graines à grande vitesse.
2. - Bulbe explosif (nature ärm) : Des plantes poussent sur le terrain, elles explosent au moindre contact.
3. - Yggdrasil (nature ärm) : Fait pousser un immense arbre sur le terrain. Permet à Wizard d'augmenter son capital de magie. Dans l'animé il déclare que l'arbre tire sa force de vie humaine, de ce fait il n'hésite pas à tuer les gens juste pour qu'il puisse grandir. Dans le manga l'arbre est carbonisé facilement, mais dans l'animé il résiste à l'arm de feu de Jack.
4. - Tempête de feuilles : Les feuilles d'Yggdrasil flottent autour de Wizard et il peut les utiliser comme projectile. Elles sont très coupantes.
5. - Aura flétrissante (nature ärm) : fait flétrir toute plante se trouvant dans un rayon très proche de lui, à l'exception de son petit arbre sur la tête.
6. - ??? (nature ärm) Une feuille volante d'on se sert Wizard pour léviter au-dessus du sol.
7. - Serpents de bois : Les branches d'Yggdrasil se transforment en serpents et fondent sur l'ennemi à une vitesse incroyable.
8. - L'oiseau de bois mort (guardian ärm) : Un arm sous la forme d'un grand oiseau de bois mort. Il peut flétrir tous les végétaux utilisés par l'ennemi. C'est comme ça que Wizard a réalisé un KO technique contre Jake lors du premier war game (le père de Jack).

- Ash (cavalier, 10e pièce la plus puissante)

Ash se bat aux côtés de l’Échiquier dans le but de sauver ses enfants, dont il est apparemment responsable, mais aussi les enfants du monde entier. En effet, ce cavalier spécial passe le plus clair de son temps à jouer avec des enfants. Pour lui, rien n’est plus important qu’un enfant souriant. Il pense que plus vite la guerre sera faite, plus vite le monde retournera dans la joie et la paix, il aide donc le Phantom pour que la guerre se termine plus vite.
Lors du Wargame, il tombera contre Ginta. Au début, il répugne à devoir affronter un enfant, avant de s’y résoudre. Durant le combat, Ash va jusqu'à enguirlander Ginta car il n'a pas utilisé son arm dans le bon timing. Une fois vaincu, il considéra que Ginta a le potentiel pour arrêter Phantom et ainsi mettre fin à la guerre.
Ash est un des plus puissants utilisateurs de Dimension ärm.
Arms utilisés :
1. - Parties volantes (dimension ärm) : Il permet à l'utilisateur de scinder son corps en plusieurs parties autonomes afin de pouvoir frapper l'ennemi et contrer les attaques.
2. - Ombre tridimensionnelle (dimension ärm) : L'ombre de l'utilisateur grandie et forme une barrière protectrice qui absorbe les attaques ennemies. L'ombre peut aussi frapper l'ennemi.
3. - Geôle psychique (dimension ärm) : Crée une geôle qui empêche les autres personnes de voir le combat, c'est une autre petite dimension. La geôle permet de réduire le capital de magie de tout le monde de 50 %, hormis l'utilisateur.
4. - Bombe errante (weapon ärm) : Une bombe se trouve au-dessus des combattants. Elle passe d'une tête à l'autre, en grossissant, à chaque que les personnes se portent un coup. À un moment, elle explose sur l'une des personnes. Ash n'a jamais perdu à ce jeu (il le combine avec son gardien).
5. - La Mort (guardian ärm) : Une espèce d'insecte avec un masque et 4 bras faux. Elle envoie ses bras faux sur l'ennemi. Ce gardien est dévastateur quand il est combiné avec la « bombe errante ».
6. - (anime uniquement) ??? (supposé nature ärm) Crée de petites boules de feu bleues, Ash a essayé de faire rire des enfants en jonglant avec mais a fini par se bruler.
7. - (anime uniquement) Eingang (dimension ärm) Tire un rayon vert pour refermer des failles spatio-temporelles (effet non confirmé) Utilisé dans l'épisode 98 pour rétrécir une faille menant au monde de ginta.

- Candice (cavalier, 11e pièce la plus puissante)

Candice, plus que tout au monde, aime Phantom. Cet amour aveugle lui indique de faire tout afin qu'il atteigne son but.
Lors d’une manche du War Game, elle aura l’intention de tuer Ginta afin de venger la blessure que Phantom a reçu à Gardéa. Elle en sera empêchée par Ash, qui aura déjà désigné Ginta comme sa cible. Elle devra alors se rabattre sur Jack, mais au terme d’un combat terrible, un match nul sera déclaré car l'un et l'autre sont à terre.
Candice est une personne qui aime la souffrance, tant sur les autres que sur elle-même.
Candice est une utilisatrice de Nature ärm de pierre.
Arms utilisés :
1. - Hache de Pierre (weapon ärm) : Une énorme hache de pierre, qui permet de donner des coups dévastateurs. Cet arms, combiné à un utilisateur puissant comme Candice, permet de briser certains autres weapons arms (comme la pelle de Jack).
2. - Griffes rocheuses (nature ärm) : Des énormes gants de pierres avec des griffes tranchantes sur les mains de l'utilisateur. Elles déchiquètent tout sur leur passage.
3. - Téléportation (dimension ärm) : Remplace l'œil manquant de Candice. Cet arm permet de changer les positions entre l'utilisateur et l'ennemi. Si l'ennemi envoi une attaque sur Candice, elle peut inter changer leurs places afin que ce soit l'ennemi qui se reçoive sa propre attaque.
4. - Les crocs rocheux (nature ärm) : Des stalagmites sortent du sol. Ils restent ensuite un court instant en suspension dans l'air, pour ensuite retomber sur l'ennemi en le ciblant.
5. - Balance du destin (ärm unique) : Cet arm permet à l'utilisateur d'augmenter son capital de magie en s'infligeant des blessures. Candice l'utilise pour invoquer son gardien. Elle prend un plaisir immense à utiliser cet arm pour laisser un espoir de victoire de son ennemi avant d'invoquer son gardien.
6. - Le grand rocher (nature ärm) : Invoque un énorme rocher que l'utilisateur balance sur l'ennemi, ou sur lui-même pour le cas de Candice.
7. - Gorgone (guardian ärm) : Invoque une énorme tête de gorgone qui pétrifie quiconque la regarde. Sans espoir de retour à moins que l'arm de l'utilisateur soit détruit avant que la personne soit totalement transformée en statue de pierre.
8. - (anime uniquement) Lamia (guardian ärm) : Invoque une femme à corps de serpent qui grâce à sa harpe fait revivre les pire souvenir à une personne. Ce fut utilisé contre Dorothy.

- Galian (cavalier, 9e pièce la plus puissante)

Gallian est l’ancien chef de Luberia, la guilde des voleurs. C’est lui qui a recueilli Nanashi, et l’a soigné. Plus tard, il quittera Luberia en confiant sa responsabilité à Nanashi, mais il lui effaça la mémoire afin de se faire oublier. C’est alors qu’il rencontrera Peta, qui lui affirmera qu’il pourra obtenir la puissance qu’il recherche chez l’Échiquier. Galian était à la recherche de pouvoir, et pensait que son talent dépérirait à Luberia.
Au fur et à mesure des années, il gravira les échelons afin de devenir cavalier. Lors de War Game, il combattra contre Nanashi. Nanashi lui démontra que la force est à utiliser au service des amis et non pour le profit. Il sera battu par Nanashi, mais sera laissé en vie.
À la fin du manga, on voit Nanashi dans l'antre des voleurs avec Galian à ses côtés, on peut penser qu'il est revenu avec la guide des voleurs de Luberia.
Galian est un manieur de foudre, et il a enseigné cet art à Nanashi. On peut dire que l'élève a dépassé le maître dans cette maîtrise de la foudre.
Arms utilisés :
1. - ??? (holy ärm) : Utilisé pour soigner Nanashi, effet inconnu.
2. - Electrics eyes (nature ärm) : Des yeux pouvant envoyer des décharges électriques. Donnés à Nanashi.
3. - Corde magique (weapon ärm) : Sort une jarre où des dizaines de serpents (fils métalliques) foncent sur l'ennemi pour le lacérer et l'immobiliser.
4. - Disques foudroyants (nature ärm) : Ces disques flottent au-dessus de l'ennemi et crée des éclairs en se combinant deux à deux.
5. - L'épée paratonnerre (weapon ärm) : Une épée qui sert pour le combat au corps à corps. Cette épée permet aussi d'attirer les attaques électriques, donc protège le lanceur (mais sa capacité d'absorption est limitée, elle ne pourra rien contre l'éclair du gardien de nanashi).
6. - ??? (darkness ärm) : Permet à l'utilisateur de faire oublier à une personne tout ce qui a trait à lui (l'utilisateur).
7. - Les plumes foudroyantes (nature ärm) : Des plumes chargées d'électricité flottent dans les airs, et déchainent leurs éclairs sur l'ennemi.
8. - Lame de célérité meurtrière (nature ärm) : Permet de faire accélérer la vitesse d'attaque de l'épée paratonnerre. Les attaques sont aussi vives que les éclairs lors d'un orage.
9. - Torpedine (guardian ärm) : Une raie manta électrique géante qui crache un éclair dévastateur de sa bouche.

- Rapunzel (cavalier, 14e pièce la plus puissante - Remplacée par Ian)

Un des plus excentriques et des moins puissants Cavaliers de l’Échiquier. Rapunzel est la sœur aînée de Ghimor (Ghirom dans l’animé), que Ginta a défait dans les grottes de Westry.
Hystérique et vulgaire, elle se montrera sans pitié avec les membres de son groupe ayant échoué lors d’une manche du War Game. En effet, Rapunzel fait un pierre-feuille-ciseaux afin de voir si la pièce de l'échiquier qui a échoué mérite de vivre.
Tout comme Guimor, Rapunzel est une manieuse de glace.
Elle se verra tout de même vaincue par Dorothy, à l’issue d’un rude combat. Elle sera laissée en vie, mais sera décapitée (carbonisée dans l'animé) par Yan pour avoir tué des membres de l’échiquier sans l’autorisation de Phantom.
Arms utilisés :
1. - Pics de glace (nature ärm) : Fait apparaître des stalagmites tranchantes de glace sur le terrain.
2. - Sandwich polaire : Après avoir entouré l'ennemi des pics de glace, ils se rétractent sur lui comme une bouche (les pics faisant dans le manga office de crocs).
3. - Maîtrise capillaire (nature ärm) : Cet arm permet de durcir les cheveux de l'utilisateur, qui peut alors les utiliser comme une arme pour attaquer l'adversaire. Rapunzel plante ses cheveux dans le sol pour les ressortir sur l'ennemi sans qu'ils puissent les voir avant.

- Magical Rô (cavalier, 8e pièce la plus puissante, et valet de Diana)

Ce clown, cavalier de l’Échiquier, jouait avec Snow quand celle-ci était enfant, mais était déjà à l’époque sous les ordres de Diana.
Lors du War Game, il tentera d’enlever Snow, avec succès, bien que ses sentiments envers Snow soient toujours présents. Mais après cet enlèvement, il combattra Alan et Nanashi dans le château où il sera vaincu. Il suppliera alors les héros de sauver Snow. Dans l'animé il subit la contrepartie du cube de la mort et est envoyé dans une autre dimension.
Arms utilisés :
1. - Le ballon tranchant (weapon ärm) : Un ballon avec des pointes tranchantes en son milieu. Magical Rô le fait tourner en étant dessus.
2. - Les anneaux de feu (nature ärm) : Des anneaux embrassés foncent sur l'ennemi.
3. - Léo, le lion de savon (nature ärm) : Une bulle de savon qui prend l'apparence d'un lion féroce et qui foncent tout droit sur l'ennemi.
4. - Les cartes soldats (guardian ärm) : Fait apparaître des cartes soldats, munis d'épées, d'arcs ou de lances. Magical Rô peut en faire apparaître 4, ou faire apparaître une armée entière comme lors du combat au château de Lestower. Ce gardien en étant invoquer par un seul arm ne prend pas en compte la limitation à un gardien par manipulateur.
5. - Médaillon copieur (ärm unique) : Ce médaillon permet de copier les pouvoirs des arms des ennemis, gardiens y compris. C'est le niveau de magie des utilisateurs qui fait la différence dans un combat entre 2 gardiens (un vrai et celui créé par le médaillon copieur).
6. - Cauchemar (guardian ärm) : Des balles de baseball hideuses (avec des yeux et des crocs) de tailles différentes qui peuvent se rassembler en une seule entité ou bien se jeter sur l'ennemi indépendamment.
7. - ??? (genre inconnu) : Enferme l'ennemi dans une bulle.

- Pinocchion (cavalier, 12e pièce la plus puissante)

Ce cavalier est en réalité une marionnette créée par Diana et contrôlée par elle. Cette marionnette a l'apparence de celle que Diana confectionnait pour Dorothy lorsqu'elle était enfant. Dorothy souhaite donc détruire ce cavalier qui est très lié au passé de Diana. Pinocchion n'est pas humain, mais il veut gagner ce combat contre Dorothy coûte que coûte, car sa créatrice a promis de faire de lui un vrai petit garçon s'il tue Dorothy.
Au cours du combat contre Dorothy, il connaîtra la défaite. Il ne restera que sa tête, que Yan enverra hors de la zone de combat.
On reverra une variante de Pinocchion lors du combat de Diana, où il jouera le rôle d’un gardien.
Dans l'animé il sera reconstruit sous la forme de Pinocchion 2 où lui Kouga et Girom attaqueront Gardea.
Capacité de Pinnochion
1. - Canon nasal (pas un arm) : Le nez de Pinocchion grandit quand il ment, et devient un canon tirant des projectiles lorsqu'il ment trois fois de suite. Pinnochion fait exprès de mentir pour déclencher cette attaque.
2. - Faire pousser des bras (pas un arm) : Pinnochion est capable de se faire pousser un troisième bras si besoin est. Il n'est pas un humain donc Diana a confectionné des améliorations sans aide d'arms à son jouet.
3. - Les bras aux long câbles (pas un arm) : Pinnochion allonge ses bras via des câbles afin de prendre son ennemi de loin.
4. - Scie ventral (pas un arm) : Une fois l'ennemi attrapé, Pinnochion le ramène vers lui, en faisant sortir une énorme scie trancheuse ronde de son corps.

Capacité de Pinnochion 2 (animé uniquement)
1. - Canon nasal (pas un arm) : Même effet.
2. - Les bras aux long câbles (pas un arm) : Même effet.
3. - Roues (pas un arm) : Pinochion 2 a été reconstruit sur 4 roues augmentant sa mobilité.
4. - Marteau ventral (pas un arm) : Un marteau sort du ventre de Pinnochion 2 et détruit ce qu'il y a par terre, ce fut utilisé pour détruire l'Andarta de Dorothy

Arms utilisés :
1. - Les scies du menuisier (weapon ärm) : Fait apparaître des scies qui sont utilisables comme arme de corps à corps et peuvent être lancées sur l'ennemi. Il y a autant de scies que l'utilisateur a de bras (donc 3 dans le cas de Pinnochion).
2. - Fastit Karon (guardian ärm) : Invoque une énorme baleine qui dévore vivant son ennemi. L'ennemi va alors mourir lentement dans le ventre de Fastit Karon, dissout par les acides. Le seul moyen d'en ressortir est de tuer Fastit Karon.

Mais une étrange créature, M.Poko (qui est dans le ventre de Fastit Karon pour avoir touché la robe de Diana), empêche l'activation des arms, sauf si on lui promet de le sauver du ventre de ce gardien.
Arms utilisés (Pinochion 2) : (animé uniquement)
1. - Moby Dick (guardian ärm) : Invoque une énorme baleine ne différant que de couleur Fastit Karon il sera dévoré par Toto le guardian arm de Dorothy

- Kouga (cavalier, 13e pièce la plus puissante)

Un membre de l’Échiquier entouré de mystère. Kouga est défiguré par une cicatrice, et, à cause de sa propre laideur, haït "les gueules d'amour" plus que tout.
Il ressemble physiquement à Olk. Sa tenue et ses ärm le font ressembler à un ninja.
Il combattra Alviss, mais sera facilement vaincu (dans le manga il perd sa jambe droite, dans l'animé il est juste mis KO). Kouga est une des pièces les plus faibles chez les cavaliers, plus faible encore que Rapunzel néanmoins dans l'animé il a montré posséder une défense impressionnante.
Arms utilisés :
1. - Daïmonji (weapon ärm) : Un énorme shuriken à 4 branches que l'utilisateur peut manier au corps-à-corps ou lancer selon son désir.
2. - L'enfer de sable (dimension ärm) : L'ennemi est prisonnier dans le sol du terrain devenu mouvant, permet d'immobiliser l'adversaire. Est dépendant du capital de magie de l'utilisateur (par exemple, Kouga était trop faible face à Alviss pour que cet arm soit efficace).
3. - Le mille Patte (weapon ärm) : Un gros mille patte part de l'épaule de l'utilisateur pour foncer sur l'ennemi.
4. - Le rideau de fumée (nature ärm) : Permet à l'utilisateur de se cacher furtivement car le nuage de fumée réduit considérablement le champ de vision de l'ennemi. De plus, il annule tout pouvoir magique (donc l'ennemi ne sent pas le flux magique de l'utilisateur).
5. - Kung-fu Frog (guardian ärm) : Fait apparaître une grenouille experte en arts martiaux excellant dans la rapidité, qui fonce sur l'ennemi pour le ruer de coups jusqu'à ce qu'il meure. On notera que Kouga est capable de bouger après son invocation. Dans l'animé Kouga précise que son gardien est l'un des plus rapides qui soient.
6. - (anime uniquement) Crow tengu (guardian ärm) : Fait apparaitre un corbeau très rapide  (il n'a jamais été vu à l'arrêt) il se révèlera inutile : Kouga ne pouvant plus bouger se fera battre par le guardian arm d'Alviss.

- Yan (tour au début du manga, puis cavalier, 7e pièce la plus puissante - Remplace Rapunzel).

Yan a rejoint l'échiquier après le premier War Game. Il rentre dans l'Échiquier avec sa fiancée, Guid. Yan réussit à monter au grade de Tour, alors que sa fiancée reste au niveau de pion.
Sa première mission est de trouver la princesse Snow afin de la ramener à Lestower. Il fait équipe avec Loco (rang tour).
Il va combattre Ginta, il le surpasse mais Ginta réussit quand même à casser le bras de Yan.
Plus tard, Yan va désobéir aux ordres de Phantom et partir à la recherche de Ginta au lieu de saccager une ville (avec Guhid, sa fiancée). Il va se faire battre par Ginta, qui revient de son entrainement.
Pour avoir désobéi aux ordres de Phantom, Yan sera enchainé pendant 4 heures, mais ce sera sa fiancée, Guid, qui sera torturée à sa place.
Alors que le War Game a commencé, Yan va voir Phantom et Peta afin de pouvoir reprendre son entrainement à zéro, et pouvoir faire l'entrainement le plus compliqué qui soit, afin d'être en mesure d'affronter Ginta et de tuer la pièce de l'Échiquier qui a torturé sa fiancée (cette pièce étant obligatoirement un cavalier).
Par la suite, Yan tuera Rapunzel dans un duel, car celle-ci devait être châtiée pour avoir tué des membres de l'Échiquier sans l'accord préalable du Phantom.
Il combattra férocement contre Ginta lors de l'avant dernière manche du war game, mais il sera battu. Il reconnaîtra son erreur, et cherchera à sauver et venger Guid. Symboliquement, il enlèvera sa boucle d'oreille de cavalier et la jettera par terre. Yan ne fait donc plus partie de l'échiquier.
Lors de la manche finale, il découvrira que c'est Kiméra qui a torturé Guhid. Il la suivra jusqu'à la pièce où Guid est enfermée. Yan tuera Kiméra avec regrets (car Kiméra est victime de la même immondice que Yan). Cela lui permettra de faire reprendre une apparence normale à Guid.
Yan affectionne particulièrement les weapons arms et est un manieur d'exception dans ce domaine.
Arms utilisés (au niveau de tour) :
1. - Le fouet vipère (weapon ärms) : deux fouets sortent des bras de l'utilisateur. Il peut attaquer de loin et l'utiliser comme un fouet.
2. - La pieuvre (weapon ärm) : cette fois, l'utilisateur dispose de quatre tentacules pour chaque bras. Si les tentacules sont cassés, elles repoussent inlassablement.
3. - L'ange guérisseur (holy ärm) : permet de soigner partiellement les blessures, il sera donné à Ginta après.
4. - (animé uniquement) ??? (genre inconnu) : un arm utilisé pour carboniser Rapunzel (son apparition dans l'animé est uniquement due pour éviter d'insérer comme dans le manga, la décapitation de cette dernière).

Arms utilisés (au niveau de cavalier) :
1. - La pluie de lune (weapon ärm) : envoi des dizaines de projectiles en forme de lune, ils sont tranchants.
2. - ??? (weapon ärm) : faire apparaître trois grandes griffes tranchantes.
3. - La pieuvre (weapon arms) : même effet, peut être vu dépassant de sa manche bien qu'il ne soit pas cité.
4. - La pieuvre version 2 (weapon ärm) : fait apparaître une vingtaine de tentacules avec des formes différentes. L'ennemi ne peut suivre toutes les trajectoires et se fait inévitablement couper de partout.
5. - Le lien maléfique (darkness ärm) : l'utilisateur et l'ennemi se retrouve liés par une chaîne. Leurs magies coulent sous forme de sang (de magie liquide violet dans l'animé). C'est celui qui a le plus de magie qui survivra, a moins de briser cette malédiction avec un holy arm.
6. - Le poids des lamentations (Darkness ärm) : fait tomber une énorme cloche, avec des pics et une femme statue (bandée des yeux et de la bouche) en son milieu, sur l'ennemi. Cet arm utilisé la tristesse de l'invocateur comme puissance. Dans l'animé il empêche l'utilisateur et l'adversaire d'utiliser des holy arm.
7. - ??? (weapon ärm) : fait apparaître des éventails qui permettent de lancer des lames de vents sur l'ennemi.
8. - Déchainement d'arms (weapon ärm) : des dizaines d'arms (épées, lances, fouets, massues, boules à pointes) sortent de l'utilisateur, lui déchirant ses habits au passage.
9. - Peryunton (guardian ärm) : fait apparaître une immense créature qui tire un rayon dévastateur depuis son ventre. Grand duel entre Peryunton de Yan et Gargouille de Ginta, mais c'est Ginta qui l'emporte.

### Pièces de l'échiquier (grade de fou)
- Chaton (Fou le plus puissant - Membre du trio des fou no 1 - Niveau 1)

Chaton est un membre du trio des fous. En ce sens, son flux de magie est très puissant, elle n'a presque rien à envier aux cavaliers.
Chaton est déguisée en chat, et elle utilise des arms qui sont adaptés à cet animal.
Elle va combattre Alan, et va gagner facilement car Alan est allergique aux chats.
Chaton est la plus puissante des 3 membres composants le trio des fous.
Arms utilisés :
1. - Para griffes (weapon ärm) : Les ongles de Chaton s'enduisent d'une substance. Elle peut déchiqueter son adversaire, ces griffes diffusant un anesthésiant puissant dans le corps de l'adversaire.
2. - Le leurre de minou (nature ärm) : Cet objet permet à Chaton de charmer l'adversaire, qui n'est plus libre de ses mouvements. Elle peut donc le faire approcher pour ensuite l'attaquer.
3. - Brull (gardien ärm) : C'est un gros bull-dog qui fonce sur l'ennemi. Il a l'air puissant mais Alan le détruit en quelques secondes.
4. - Ka-Miaou-Méha (nature ärm) : Chaton concentre de l'énergie dans ses mains pour ensuite la projeter sur l'adversaire (très similaire au kaméhaméha dans Dragon Ball).
5. -  (animé uniquement) ??? (dimension ärm) : un Arm en forme de boucle d'oreille utilisé par les membres de la Cross guard pour communiquer entre eux. Il est donné par Allan dans l'épisode 96.

- Hamerun ( 2e Fou le plus puissant - Membre du trio des fou no 2 - Niveau 1)

Hamerun est un personnage qui a été créé par un fan du manga. L'auteur l'a inclus dans son manga.
Il est aussi un membre du trio des fous, sa puissance est très grande, presque au niveau des cavaliers.
Hamerun parle très peu, il va combattre Alviss, et malgré quelques rebondissements, il se fera battre. Il avouera qu'Alviss est le combattant le plus redoutable de Mär et que sa défaite était inévitable.
Arms utilisés :
1. - La flûte des âmes (weapon ärm) : L'utilisateur peut absorber la magie de ses adversaires par le biais de cette flûte.
2. - ??? (nature ärm) : Des ailes apparaissent, l'utilisateur peut donc s'envoler pour échapper aux attaques. Il peut aussi les utiliser pour envoyer des bourrasques d'air.
3. - La trompe d'envoutement (weapon ärm) : Permet à l'utilisateur de se multiplier en créant des clones. Les clones portent des coups réels, par contre.
4. - ??? (weapon ärm) : Un petit sabre que Hamerun utilise comme couteau de lancer. Il passe par le biais de ses clones pour lancer les sabres.
5. - Bolino (guardian ärm) : Un monstre qui sort du sable pour attaquer les ennemis. Il a une redoutable mâchoire.

- Emokiss (3e Fou le plus puissant - Membre du trio des fou no 3 - Niveau 1)

Emokiss est la dernière des membres du trio de fous, et elle est tout aussi redoutable que ses compères.
Emokiss est une personne assez laide et grosse, mais qui se moque du physique des autres et pense être la plus belle.
Emokiss va faire l'entrée en scène des membres du trio des fous en combattant Snow.
Elle dominera tout le combat mais le nouvel arm de Snow (qui se trouve être Aqua, son gardien aqueux) permettra de venir à bout d'Emokiss.
Emokiss n'abandonnera pas le combat alors même qu'elle était au seuil de la mort, c'est le gardien de Snow qui décidera, malgré Emokiss, de la laisser en vie.
Cette combattante de l'échiquier ne tolère donc pas l'échec, et préfère la mort au combat que de vivre dans la honte d'une défaite. En tant que plus puissant fou (hormis Hamerun et Chaton), Emokiss semble vouloir montrer l'exemple.
Arms utilisés :
1. - Fleur divinatoire (nature ärm) : Emokiss fait apparaître une fleur dont elle enlève les pétales une par une. Si le dernier pétale est enlevé avec le mot « boudin », la fleur explose sur l'adversaire.
2. - Dandarsha (guardian ärm) : C'est une grosse épée qui est douée de la parole. Dandarsha peut être utilisé comme un weapon arm, mais Emokiss aime aussi qu'il donne son avis sur la beauté de la personne. Dandarsha choisit souvent Emokiss par crainte. Lorsqu'il trouva Snow plus belle, Emokiss détruisit Dandarsha. Il fait partie des gardiens laissant la mobilité de l'invocateur (n'ayant aucune utilité sans manieur)
3. - La maison en pain d'épice (ärm unique) : Cet arm fait apparaître une énorme maison en pain d'épice. Emokiss commence à dévorer la maison. Cela a pour effet de la faire enfler et grandir, et cela augmente aussi sa puissance et sa force de manière exponentielle.

Les membres du trio des fous surclassent tous Rapunzel et Kouga, et on peut se demander pourquoi ils ne sont pas promus cavaliers à leurs places.
- Mister Hook (Niveau 10)

Mister Hook est un fou ayant participé au précédent « War game » il y a 6 ans. C'est un pirate possédant une jambe de bois (dans le manga seulement), de grandes épaulettes et un immense couvre-chef.
Il combat la princesse Snow sur les terres volcaniques et gagne grâce à l'affaiblissement de son adversaire dû à la forte chaleur de ce terrain hostile. Il perdra son second duel qui le confrontait à Alviss qui n'utilisera aucun artefact magique pendant la bataille. Mister Hook mourra décapité par Rapunzel pour le punir d'avoir perdu la confrontation face à Alviss. Mister Hook est l'anglais de M. Crochet.
Arms utilisés :
1. -Screw saber (weapon ärm) : Un sabre enroulé à la manière d'une vis pouvant s'étendre à longue distance. Screw saber est l'anglais de Sabre vis.
2. -Anger anchor (weapon ärm) : Une immense ancre s'abat sur la cible. Anger anchor est l'anglais de l'Ancre de la colère.
3. -Fishing rod (weapon ärm) : Mister Hook utilise le crochet de sa canne à pêche pour envoyer l'adversaire dans les airs. Fishing rod est l'anglais de Canne à pêche.
4. -Piercing harpoon (weapon ärm) : C'est un très grand harpon avec lequel Mister Hook transperce son ennemi qui s'est fait accrocher par son Fishing rod. Piercing harpoon est l'anglais de Harpon perçant.

- Avrood

Avrood a participé à la 4e bataille du War game en combattant Dorothy.
Il est assez musclé. Il sera vaincu par Dorothy en un seul coup, qui était équipée de sa dague. Sa défaite entrainera sa mort causée par le châtiment de Rapunzel : la décapitation.
Arm utilisé :
1. -Cheerocky (weapon ärm) : Cet ärm est une griffe métallique qui peut couper n'importe quoi, même les ärms. Il s'équipe sur la main.

- Aqua

C'est une jeune fille toujours de bonne humeur. Elle porte un coquillage en guise de chapeau, et une robe parsemée de perles. Son affinité est l'eau. Elle combattra Nanashi pendant la 4e bataille du Ware Game, perdra face à lui et mourra embroché par Ghimor, le frère de Rapunzel.
Arms utilisés :
1. -Akko (guardian ärm) : Immense palourde qui sert de protection à Aqua. Elle peut tournée sur elle-même mais cela donne le tournis à la jeune fille.
2. -??? (weapon ärm) : Ce sont des patins à glace qui permettent à Aqua de tracer une zone circulaire autour de Nanashi pour qu'un poisson monstrueux brise la glace et l'engloutisse.
3. -Suppikara (nature ärm) : Un coquillage posé sur la tête d'aqua lui permettant d'appeler et contrôler les créatures de la mer.

- Olk

Olk est un véritable titan, par contre il est assez limité cérébralement. Son physique rappelle celui de Kouga, mais sans cicatrice. Il exécute ses missions avec Ghimor, le petit frère de Rapunzel. Son masque semble être grossièrement taillé dans la roche.
Il est vaincu par Nanashi dans les grottes de Westry, foudroyé par Electric Eye. Il fut ensuite tué par le Phantom qui le punira en brisant le miroir fantôme dans lequel il l'avait enfermé.
Arm utilisé :
1. -??? (nature ärm) : Bracelet lui servant à durcir son corps.

- Ghirom (Ghimor dans le manga)

C'est le petit frère de Rapunzel, le cavalier. C'est le premier fou rencontré avec Olk, n'ayant pas montré de grande puissance lors de son apparition dans les grottes de Westry il sera un adversaire redoutable lors du War game. Il semble avoir un 3e œil dessiné sur le front.
Arms utilisés :
1. - La tourmente de glace (nature ärm) : Envoie des morceaux de glace sur l'adversaire. Peut apparaitre sous diverses formes :
2. - Épée de glace : Une épée de glace se formant sur un bras.
3. - Griffe de glace (sans nom) : Semblable à l'épée de glace mais fais apparaître une griffe.
4. - La grande tourmente de glace : Envoie morceaux de glace d'une plus grande taille qu'avec la tourmente de glace.
5. - Méga tourmente de glace (sans nom) : Envoie un gigantesque grêlon sur l'ennemi.
6. - (animé uniquement) vent glace (sans nom) : Envoie un souffle glacé assez puissant pour transformer une étendue d'eau en glace.
7. - Crevasse (nature ärm) : Forme une gigantesque crevasse sur l'ennemi le faisant tomber, puis l'écrasant en se refermant.
8. - Égora (guardian ärm) : Invoque un gigantesque titan de glace, se fera détruire par la gargouille de Ginta
9. - (animé uniquement) Argos-Thalos (guardian ärm) : Invoque un gigantesque robot géant pouvant voler et tirer des rayons lasers ; volé et utilisé durant l'attaque de Gardéa.

- M. Canotti (Fou dans le manga, Tour dans l'animé)

M. Canotti aime le jeu et la tension qu'il apporte. Tuer ne l'intéresse pas particulièrement, il dit même que combattre l'échiquier serait une perspective intéressante. Son masque sphérique affiche un sourire fixe.
Il participera à la 3e bataille du War Game et combattra Ginta. Il meurt finalement en se liquéfiant, à cause de son propre artefact : la bougie humaine.
Arms utilisés :
1. - ??? (weapon ärm) : Une canne à l'extrémité métallique représentant un oiseau, pouvant générer par son bec du feu.
2. - La bougie humaine (darkness ärm) : Permet de liquéfier la cible à la vitesse de la bougie qui apparait sur la tête de son utilisateur. L'invocateur qui a échoué fond à son tour à une vitesse rapide. Il est nécessaire de montrer du doigt la cible et de s'écrier « ZAM » pour que le sort s'enclenche (« BOUH » dans l'animé).

- Maïra

Cet homme encapuchonné combattra Dorothy pendant la 2e bataille du War Game. Bien que d'un naturel calme et posé il est vérité cruel, puisque dans les combats il tue ses adversaires. Il est également très confiant en ses capacités : se reposant sur son unique ärm Bakyur. À l'origine Maïra n'était qu'un simple pion ayant obtenu lors d'une attaque de château son ärm Bakyur. Maïra finira par être dévoré par l'ärm de Dorothy Toto. Étrangement ses yeux sont les mêmes que son ärm, dans le manga son manteau semble être une masse ténébreuse mais dans l'animé il s'agit d'un mirage.
Arms utilisés :
1. - (animé uniquement) ??? (weapon ärm) : Une lance possédée par la plupart des pions, mis au rebut après l'obtention de Bakyur.
2. - Bakyur (guardian ärm) : Une entité gélatineuse composée d'un unique œil pouvant se reformer, il entoure les ennemis avant de les broyer. Dévoré par le Toto le guardian ärm de Dorothy.

- Colecchio

Colecchio est un fou combattu par Jack dans la 4e bataille du War Game, il a l'apparence d'un lutin bleu. Il semble vouloir tuer à tout prix un membre de Mar, dans le manga il parle de lui à la 3e personne.
Dans l'animé c'est un personnage presque comique échouant dans ses tentatives d'intimider Jack : il lui envoie l'as de cœur au lieu du joker faisant croire à tout le monde qu'il est amoureux (dans le manga il lui envoie immédiatement la bonne carte), crois que Jack le prend pour un voyante de fête foraine et exécute à plusieurs reprises sa technique de distraction où il lui fait croire qu'il y a quelque chose derrière lui (il ne le fait qu'une fois dans le manga). Il perdra face à Jack en avalant ses haricots rampant puis sera décapité par Rapunzel.
Arms utilisés :
1. - Marteau magique (weapon ärm) : Un immense marteau qui fait rétrécir toutes les personnes qui sont frappés par lui. Le sort dure jusqu'à ce que le marteau soit détruit où que l'utilisateur soit vaincu.
2. - Slowdori (darkness ärm) : Alourdit grandement le corps de la cible, l'empêchant de bouger. L'utilisateur devient aveugle durant toute la durée d'utilisation de son ärm.

- Garon

Garon est le tout premier adversaire de Ginta dans le War game, il s'agit d'un gigantesque colosse musclé combattant par la force brute. Il est le père de Léno et de Pano, dont il leur a sauvé un jour la vie en les protégeant d'un monstre, il porte depuis cet incident les 10 ärms sur ses doigts. Il combattra la gargouille de Ginta mais sera battu avant que Pano ne s'interpose entre les 2 adversaires.
Arms utilisés :
1. - ??? (nature ärm) : Bague durcissant le corps de l'utilisateur. Garon en a 5 à sa main droite.
2. - ??? (nature ärm) : Bague augmentant la force physique de l'utilisateur. Garon en a 5 à sa main gauche.

### Pièces de l'échiquier (grade de tour)
- Alibaba

Alibaba apparait dans le 3e tour du War Game où il combat Allan. Alibaba est une Tour assez arrogante : il croit fermement que le rang ne symbolise pas la force, et pense qu'il passera Cavalier s'il bat Allan, mais son guardien ärm sera battu par ce dernier en quelques secondes, avant d'être lui-même jeté dans un volcan. Dans le manga, il meurt, mais dans l'animé, il est sauvé par le Fantôme qui lui demande de chercher avec Koro et Fûghi l'ärm héros en se servant de la princesse de Ragenrave.
Après un combat qu'il perdra, le donjon s'effondrera sur lui le laissant apparemment mort, mais il apparaitra dans le dernier générique de fin où il consolera Fûghi.
Arms utilisés :
1. - Génie de la lampe (guardian ärm) : Un guardien sous la forme d'une lampe qui libère le "Mauvais génie" : un génie vert ayant sa propre volonté. Selon Alibaba même un cavalier aurait du mal à l'utiliser mais Allan le pulvérisera en un coup.
2. - (animé uniquement) ??? (weapon ärm) : Gantlet possédant 5 grandes griffes.
3. - (animé uniquement) Carpette volant (dimension ärm) : Un grand tapis volant pouvant transporter plusieurs personnes.
4. - (animé uniquement) Ifrit (guardian ärm) : Similaire au Mauvais génie mais celui-ci est de couleur rouge et peut cracher du feu.

- Leno

Fils de Garon et frère de Pano, Leno participera à la 1re bataille du War Game et sera vaincu par Alviss. Il perdra en étant violemment propulsé par "les 13 totems".
Arms utilisés :
1. - ??? (weapon ärm): Deux grandes lames se fixent au niveau des avant-bras de l'invocateur. Utilisé généralement par la plupart des pions.
2. - Boules de feu (nature ärm): Fait apparaître des petites boules de boules de feu pouvant être envoyées sur l'adversaire ou recouvrir les weapon ärm.

- Pano

Elle est la sœur de Leno. Elle affrontera Jack pendant la 2e rencontre de la 1re bataille du War Game. Pano remportera la victoire en envoyant sa boule amovible dans les parties intimes de son adversaire. Elle participera ensuite à la 3e bataille, sur les terres volcaniques, en affrontant une nouvelle fois Jack. Cette fois, il remportera la victoire en utilisant sa nouvelle technique, les champignons magiques. Depuis cet épisode, elle est éperdument amoureuse de Jack, qu'elle prend pour un Apollon, sous l'effet de son illusion. À la fin du manga, on l'aperçoit aux côtés de Jack et de sa mère.
Arm utilisé :
1. - Sphère marteau (weapon ärm) : Un bâton surmonté d'une sphère métallique. Cette sphère peut se séparer de son socle et se déplacer dans les airs, sous le contrôle de son utilisateur. Elle peut aussi se diviser en quatre parties, extrêmement véloces. Cette formation est appelée "Quatro".

- Loco (Koro dans le manga - Tour la plus puissante)

D'apparence enfantine, Koro a en réalité 32 ans. C'est une manieuse de darkness ärms qui ont pour seul effet secondaire de diminuer l'âge de son utilisateur. Elle fait équipe avec Yan pendant la traque de la princesse Snow. Koro combat Nanashi pendant la 2e bataille du War Game, et remporte la victoire. Cela n'est dû qu'à la galanterie de Nanashi qui pulvérise l'épouvantail maudit, et lui confie qu'il ne réserve sa foudre qu'à Peta. En réalité, il a dominé Koro durant tout l'affrontement.
Arms utilisés : 
Excepté chaine des animaux, tous les darkness ärm de Loco ont pour effet de la faire rajeunir
1. - (Animé uniquement) Anneau de la dague (weapon ärm) : Anneau prenant la forme d'une dague, cassée juste avant d'obtenir ses darkness ärm.
2. - Negzero (darkness ärm) : Paralyze la cible, il est possible de se libérer néanmoins grâce à la force de son esprit.
3. - Epouvantail maudit, marteau et pieux (darkness ärm) : Fait apparaitre un épouvantail de paille, combiné au marteau et aux pieux, les dégâts qui lui sont infligés sont reportés sur la cible. En général, la plupart des gens ne survivent pas au 2e pieux d'après Koro. Nanashi a encaissé la totalité des pieux, au nombre de 5. Dans l'animé, l'utilisateur peut également coller une photo d'une personne sur l'épouvantail, puis le frapper avec le marteau, tout ce qui se trouve sur un endroit frappé sera transféré sur l'épouvantail.
4. - (animé uniquement) Chaine des animaux (darkness ärm) : Transforme la cible en l'animal lui correspondant, a été utilisée pour transformer Ginta en lapin et Jack en singe.
5. - (animé uniquement) Miroir des âmes (darkness ärm) : Intervertit l'âme de l'utilisateur avec celui qui regarde dans le miroir.

5 autres Darkness ärm sans noms.
- Fûghi

Pendant la 2e bataille du War Game, il affronte Snow. Il déclare que c'est pour lui un honneur d'affronter une princesse, mais qu'il ne retiendra pas ses coups, loin de là ! Fûghi est un manieur de vent, qui utilise un nature ärm appelé Windalv. Il se fait écraser par Flocon, le gardien de Snow, ce qui donne la victoire à la princesse.
Arm utilisé :
1. - Windalv (nature ärm) : Un bracelet qui génère des bourrasques de vent.

Attaques :
- La lame du vent : Fûghi crée de terribles lames d'air.
- Tornade : Fûghi génère une tornade dévastatrice.

- Karelin

Pièce de l'échiquier ayant participé à l'attaque de Gardéa, il affrontera Ginta avec l'aide de nombreuses tours, espérant vaincre le capitaine de Mär par le surnombre. Ils seront malgré tout mis hors-combat.
Arm utilisé :
1. - ??? (weapon ärm): une imposante masse métallique de forme hexagonale.

- Boro

L'apparence de Boro évoque celle d'un yéti. Il participera également à l'attaque de Gardéa.
1. - ??? (weapon ärm): c'est une hallebarde.

- Rondo

Il attaquera avec de nombreuses tours Gardéa sous le commandement du Phantom. Rondo possède un cache-œil similaire à celui de Candice. Il sera terrassé ainsi que ses homologues.
1. - ??? (weapon ärm): une longue et large lame, similaire à une machette

- Galia

### Pièces de l'échiquier (grade de pion)
- Ghid

### Autres personnages
- Edo
- Koyuki
- Bell
- Pozun
- Maman de Ginta
- Maman de Jack
- Les frères loups garous

## Manga

### Liste des chapitres
| no | Japonais          | Japonais      | Français         | Français          |
| no | Date de sortie    | ISBN          | Date de sortie   | ISBN              |
| --- | ----------------- | ------------- | ---------------- | ----------------- |
| 1 | 17 mai 2003       | 4-09-126441-7 | 1er juillet 2005 | 2-87129-802-5     |
| Liste des chapitres : - Chapitre 1 : (Prologue) Devant la porte du paradis - Chapitre 2 : Bienvenue - Chapitre 3 : Babbo - Chapitre 4 : Prends ! - Chapitre 5 : Gentilhomme - Chapitre 6 : Jack - Chapitre 7 : Sois un homme ! - Chapitre 8 : Sans peur - Chapitre 9 : Décisions et départ |                   |               |                  |                   |
| 2 | 18 juillet 2003   | 4-09-126442-5 | 1er juillet 2005 | 2-87129-803-3     |
| Liste des chapitres : - Chapitre 10 : Visite en ville - Chapitre 11 : Alviss - Chapitre 12 : Les pièces de l'échiquier - Chapitre 13 : Le pari - Chapitre 14 : Princesse Snow 1 : Le chien endormi - Chapitre 15 : Princesse Snow 2 : Prisonnière des glaces - Chapitre 16 : Princesse Snow 3 : Premier contact - Chapitre 17 : Princesse Snow 4 : Déclaration de guerre - Chapitre 18 : Princesse Snow 5 : Un autre Edward - Chapitre 19 : Princesse Snow 6 : Rebondissements |                   |               |                  |                   |
| 3 | 18 octobre 2003   | 4-09-126443-3 | 21 octobre 2005  | 2-87129-830-0     |
| Liste des chapitres : - Chapitre 20 : Devenir fort - Chapitre 21 : Le réveil du pouvoir 1 : La porte de l'entraînement - Chapitre 22 : Le réveil du pouvoir 2 : "Insérer nouvelles données" - Chapitre 23 : Le réveil du pouvoir 3 : Version 1 - Chapitre 24 : Le réveil du pouvoir 4 : La porte du défi - Chapitre 25 : Le réveil du pouvoir 5 : 6e sens - Chapitre 26 : Le réveil du pouvoir 6 : Réveillé! - Chapitre 27 : 3 jours = 180 jours - Chapitre 28 : L'homme qui attendait - Chapitre 29 : Ginta versus Yan - Chapitre 11 : Fin de l'entraînement |                   |               |                  |                   |
| 4 | 1er janvier 2004  | 4-09-126444-1 | 2 décembre 2005  | 2-87129-849-1     |
| Liste des chapitres : - Chapitre 30 : "Mär" - Chapitre 31 : Au-delà des mers - Chapitre 32 : Nanashi - Chapitre 33 : Bataille dans les entrailles de la Terre 1 : La maquette cassée - Chapitre 34 : Bataille dans les entrailles de la Terre 2 : Tom - Chapitre 35 : Bataille dans les entrailles de la Terre 3 : Les pouvoirs de Nanashi - Chapitre 36 : Bataille dans les entrailles de la Terre 4 : Version 3 - Chapitre 37 : Bataille dans les entrailles de la Terre 5 : La gargouille - Chapitre 38 : Bataille dans les entrailles de la Terre 6 : Vers le grand large - Chapitre 39 : L'appel de la lune ! - Chapitre 40 : Le test |                   |               |                  |                   |
| 5 | 17 avril 2004     | 4-09-126445-X | 17 février 2006  | 2-87129-904-8     |
| Liste des chapitres : - Chapitre 41 : Sept nains - Chapitre 42 : Que le war game commence! - Chapitre 43 : Alviss versus Leno - Chapitre 44 : Jack versus Pano - Chapitre 45 : Ginta versus Garon 1 - Chapitre 46 : Ginta versus Garon 2 - Chapitre 47 : Mon père - Chapitre 48 : Reine - Chapitre 49 : Snow versus Fûghi 1 - Chapitre 50 : Snow versus Fûghi 2 - Chapitre 51 : Nanashi versus Loco |                   |               |                  |                   |
| 6 | 18 juin 2004      | 4-09-126446-8 | 7 avril 2006     | 2-87129-923-4     |
| Liste des chapitres : - Chapitre 52 : Dorothy versus Maïra 1 - Chapitre 53 : Dorothy versus Maïra 2 - Chapitre 54 : Roland - Chapitre 55 : Espoir - Chapitre 56 : L’Homme en retard - Chapitre 57 : Edo versus Ali Baba - Chapitre 58 : Jack versus Pano (La revanche) 1 - Chapitre 59 : Jack versus Pano (La revanche) 2 - Chapitre 60 : Snow versus Mister Hook - Chapitre 61 : Ginta versus Cannoti 1 - Chapitre 62 : Ginta versus Cannoti 2 |                   |               |                  |                   |
| 7 | 17 septembre 2004 | 4-09-126447-6 | 16 juin 2006     | 2-87129-942-0     |
| Liste des chapitres : - Chapitre 63 : Alviss versus Roland 1 - Chapitre 64 : Alviss versus Roland 2 - Chapitre 65 : Alviss versus Roland 3 - Chapitre 66 : La démence du fantôme - Chapitre 67 : Reprise de l'entraînement - Chapitre 68 : La bataille des ombres - Chapitre 69 : Parfaite Résonance - Chapitre 70 : Début de la 4e Bataille - Chapitre 71 : Alviss versus Mister Hook 1 - Chapitre 72 : Alviss versus Mister Hook 2 - Chapitre 73 : Jack versus Colecchio 1 |                   |               |                  |                   |
| 8 | 17 décembre 2004  | 4-09-126448-4 | 31 août 2006     | 2-87129-970-6     |
| Liste des chapitres : - Chapitre 74 : Jack versus Colecchio 2 - Chapitre 75 : Jack versus Colecchio 3 - Chapitre 76 : Dorothy versus Avrood - Chapitre 77 : Nanashi versus Aqua 1 - Chapitre 78 : Nanashi versus Aqua 2 - Chapitre 79 : Nanashi versus Aqua 3 - Chapitre 80 : Ginta versus Ghimor 1 - Chapitre 81 : Ginta versus Ghimor 2 - Chapitre 82 : Ginta versus Ghimor 3 - Chapitre 83 : Dorothy versus Rapunzel 1 - Chapitre 84 : Dorothy versus Rapunzel 2 |                   |               |                  |                   |
| 9 | 18 mars 2005      | 4-09-126449-2 | 6 octobre 2006   | 2-87129-983-8     |
| Liste des chapitres : - Chapitre 85 : Dorothy versus Rapunzel 3 - Chapitre 86 : En route pour Gardea ! - Chapitre 87 : Vérités 1 - Chapitre 88 : Vérités 2 - Chapitre 89 : Agression - Chapitre 90 : Lutte acharnée - Chapitre 91 : Rencontre inattendue - Chapitre 92 : La mémoire de Babbo - Chapitre 93 : Veillée d'armes - Chapitre 94 : Snow versus Émokiss 1 - Chapitre 95 : Snow versus Émokiss 2 |                   |               |                  |                   |
| 10 | 16 juin 2005      | 4-09-126450-6 | 8 décembre 2006  | 2-87129-994-3     |
| Liste des chapitres : - Chapitre 96 : Snow versus Émokiss 3 - Chapitre 97 : Alviss versus Hamurun 1 - Chapitre 98 : Alviss versus Hamurun 2 - Chapitre 99 : Jack versus Candice 1 - Chapitre 100 : Jack versus Candice 2 - Chapitre 101 : Jack versus Candice 3 - Chapitre 102 : Ginta versus Ash 1 - Chapitre 103 : Ginta versus Ash 2 - Chapitre 104 : Ginta versus Ash 3 - Chapitre 105 : Nanashi versus Galian 1 - Chapitre 106 : Nanashi versus Galian 2 |                   |               |                  |                   |
| 11 | 16 septembre 2005 | 4-09-127331-9 | 16 février 2007  | 978-2-5050-0041-9 |
| Liste des chapitres : - Chapitre 107 : Nanashi versus Galian 3 - Chapitre 108 : Un nouveau combattant pour le Zodiaque - Chapitre 109 : Repos - Chapitre 110 : Alan contre Chaton 1 - Chapitre 111 : Alan contre Chaton 2 - Chapitre 112 : Alviss versus Kôga 1 - Chapitre 113 : Alviss versus Kôga 2 - Chapitre 114 : Alviss versus Kôga 3 - Chapitre 115 : Dorothy versus Pinocchion 1 - Chapitre 116 : Dorothy versus Pinocchion 2 - Chapitre 117 : Dorothy versus Pinocchion 3 |                   |               |                  |                   |
| 12 | 15 décembre 2005  | 4-09-127332-7 | 6 avril 2007     | 978-2-5050-0081-5 |
| Liste des chapitres : - Chapitre 118 : Snow versus Magical Rô 1 - Chapitre 119 : Snow versus Magical Rô 2 - Chapitre 120 : Snow versus Magical Rô 3 - Chapitre 121 : Ginta versus Yan 1 - Chapitre 122 : Ginta versus Yan 2 - Chapitre 123 : Ginta versus Yan 3 - Chapitre 124 : L'Élite du Zodiaque - Chapitre 125 : La dernière veille - Chapitre 126 : Début de la Bataille Finale - Chapitre 127 : Bataille Finale du War Game : Jack contre Wizard 1 - Chapitre 128 : Bataille Finale du War Game : Jack contre Wizard 2 |                   |               |                  |                   |
| 13 | 17 mars 2006      | 4-09-120125-3 | 1er juin 2007    | 978-2-5050-0109-6 |
| Liste des chapitres : - Chapitre 129 : Bataille Finale du War Game : Jack contre Wizard 3 - Chapitre 130 : Bataille Finale du War Game : Alviss versus Roland 1 - Chapitre 131 : Bataille Finale du War Game : Alviss versus Roland 2 - Chapitre 132 : Bataille Finale du War Game : Alviss versus Roland 3 - Chapitre 133 : Bataille Finale du War Game : Dorothy versus Kimera 1 - Chapitre 134 : Bataille Finale du War Game : Dorothy versus Kimera 2 - Chapitre 135 : Bataille Finale du War Game : Dorothy versus Kimera 3 - Chapitre 136 : Bataille Finale du War Game : Dorothy versus Kimera 4 - Chapitre 137 : Bataille Finale du War Game : Alan versus Halloween 1 - Chapitre 138 : Bataille Finale du War Game : Alan versus Halloween 2 - Chapitre 139 : Bataille Finale du War Game : Alan versus Halloween 3 |                   |               |                  |                   |
| 14 | 16 juin 2006      | 4-09-120380-9 | 24 août 2007     | 978-2-5050-0165-2 |
| Liste des chapitres : - Chapitre 140 : Bataille Finale du War Game : Nanashi versus Peta 1 - Chapitre 141 : Bataille Finale du War Game : Nanashi versus Peta 2 - Chapitre 142 : Bataille Finale du War Game : Nanashi versus Peta 3 - Chapitre 143 : Bataille Finale du War Game : Ginta versus le Fantôme 1 - Chapitre 144 : Bataille Finale du War Game : Ginta versus le Fantôme 2 - Chapitre 145 : Bataille Finale du War Game : Ginta versus le Fantôme 3 - Chapitre 146 : Bataille Finale du War Game : Ginta versus le Fantôme 4 - Chapitre 147 : Bataille Finale du War Game : Ginta versus le Fantôme 5 - Chapitre 148 : Bataille Finale du War Game : Ginta versus le Fantôme 6 - Chapitre 149 : Vers le château de Lestower - Chapitre 150 : Kimera, Yan et Ghid                                                 |                   |               |                  |                   |
| 15 | 11 août 2006      | 4-09-120575-5 | 7 décembre 2007  | 978-2-5050-0198-0 |
| Liste des chapitres : - Chapitre 151 : L'homme du mal s'éteint - Chapitre 152 : Destins liés - Chapitre 153 : Le combat des sœurs sorcières ! - Chapitre 154 : La véritable Diana - Chapitre 155 : Le Roi - Chapitre 156 : Fils contre père 1 - Chapitre 157 : Fils contre père 2 - Chapitre 158 : Dénouement - Chapitre 159 : Le retour de la paix - Chapitre FINAL : Märchen Awakens Romance |                   |               |                  |                   |

## Anime
L'adaptation en série télévisée d'animation a été annoncée en janvier 2005. Celle-ci a été diffusée du 3 avril 2005 au 25 mars 2007.

### Liste des épisodes
Les titres des épisodes 53 à 102 sont des traductions non officielles.
1. La porte vers un autre monde
2. Babbo, l'Ärm de légende !
3. Jack et la pelle de combat !
4. Ginta ! Ramène Babbo !
5. Alviss, un mystérieux jeune homme !
6. Snow, prisonnière des glaces !
7. Le réveil de l'autre Edo
8. Fantôme, le cavalier d'outre tombe
9. La porte de l'entrainement, Merilo et Bumolle
10. La 2e grande guerre de Mär Heaven
11. Attention les yeux ! Babbo version 2 !!
12. Nanashi, le boss de Lubéria !
13. Bataille dans le lac souterrain ! Nanashi vs Olk !!
14. Babbo version 3 ! La gargouille !!
15. Jon Peach, le septième compagnon ?
16. Que le War Game commence !
17. 1re bataille, round 1 : Alviss vs Leno !
18. 1re bataille, round 2 : Jack vs Pano !
19. La bataille des capitaines ! Ginta vs Garon !!
20. Retour à la porte de l'entraînement !
21. La bataille du désert : Snow entre en scène !
22. Nanashi vs Loco : l'épouvantail maudit !
23. Dorothy, une redoutable sorcière !
24. La joie secrète du Fantôme !
25. Alan, l'homme en retard !
26. Jack, un homme, un vrai !
27. Snow sur les terres volcaniques !
28. La Bougie Maudite ! Ginta vs Canotti !
29. Frappés du sceau de la mort ! Alviss vs Roland !
30. Le Fantôme et les Cavaliers du Zodiaque
31. Le combat des ombres ! Gargouille vs Gargouille noire !
32. Alviss, ou le calme dans l'épreuve !
33. Jack et Dorothy dans l'arène !
34. Aqua, Akko et le style Nanashi
35. Ghirom contre-attaque ! Égora vs Gargouille !
36. Dorothy VS Rapunzel ! Chante, Crazy Kilt !
37. En route pour Gardea, le pays magique !
38. L'invasion de Gardea
39. Ash, l'ami des enfants !
40. Snow vs Emokiss : Pour le sceptre de reine de beauté !
41. Le voleur de magie ! Alviss en danger !
42. Candice, ou le délicieux frisson !
43. Le champ de bataille de la mort !
44. Confrontation fatale : Nanashi vs Galian !
45. Foudre contre foudre ! Nanashi recouvre la mémoire !
46. Un cavalier renaît : La revanche de Yan !
47. Alviss en piteux état !
48. La colère de Dorothy ! La tour du désert !!
49. Zonnens ! La porte de l'entraînement infiltrée !!
50. Alviss vs Nanashi ! Le labyrinthe interdit !!
51. Dorothy vs Snow! Le rouge de la tentation !!
52. Le 6e sens de l'espoir!
53. La défaite de Fantôme
54. La chaire de poule de Alan
55. L'impardonnable Alviss
56. Dorothy a été mangée
57. Le rire de Snow
58. La colère d'Ian
59. Ginta va à Tokyo
60. Nanashi hors de contrôle
61. Les racines de Dorothy
62. Alan détective
63. Alviss et la jeune fille
64. Le masque de Koyuki
65. Lilith au pays des merveilles
66. Le secret de la princesse Regingrave
67. Loko et la nouvelle Ärm maudite
68. Le début de la dernière bataille
69. Jack et le gardien du feu
70. Nouveau match Alviss contre Rolan
71. Un instant d'éternité
72. La triste mariée (Kimera)
73. La vieille blessure d'Alan (Trauma)
74. Adieu mon vieil ami (Halloween)
75. Le serment de Lubéria
76. Des griffes grenade (Garnet Claw)
77. Ginta contre Fantôme
78. Le dernier chat gardien
79. Conclusion
80. Le mignon visiteur
81. Babbo cassé
82. Le hurlement de renaissance
83. Ian et la mariée
84. Le retour de Snow
85. Tempête d'amour Zephyros Bloom
86. La ronde du temps
87. La ville fortifiée de Partgain
88. Le rêve de Fantôme
89. Le réveil de Zombie Tatoo
90. Klavier du pardon
91. Endors-toi, Alviss
92. Mystie Castle
93. L'analyse des enfers
94. La rose meurt et s'affadit
95. La vérité sur Snow
96. Fausse paix
97. Dévoré par les flammes, endormi dans l'eau
98. Adieu gentil Chess
99. La lumière d'Alviss
100. La tempête pathétique de Zéphyr Bloom
101. Ginta contre Danna
102. L'excitation ne s'arrête jamais

### DVD
Volume 1 (sorti le 5 décembre 2007) chez Kana Video
- DVD 1 : les épisodes 1 à 5
- DVD 2 : les épisodes 6 à 9
- DVD 3 : les épisodes 10 à 13

Volume 2 (sorti le 12 mars 2008) chez Kana Video
- DVD 1 : les épisodes 14 à 18
- DVD 2 : les épisodes 19 à 22
- DVD 3 : les épisodes 23 à 26

Volume 3 (sorti le 4 juin 2008) chez Kana Video
- DVD 1 : les épisodes 27 à 31
- DVD 2 : les épisodes 32 à 35
- DVD 3 : les épisodes 36 à 39

Volume 4 (sorti le 10 septembre 2008) chez Kana Video
- DVD 1 : les épisodes 40 à 44
- DVD 2 : les épisodes 45 à 48
- DVD 3 : les épisodes 49 à 52

### Musique
Opening
Chanté par Garnet Crow
- Kimi no omoi egaita yume atsumeru HEAVEN
- Hare Tokei
- Yume Hanabi
- Kaze to rainbow

Ending
- I Just Wanna Hold You Tight par Miho Komatsu
- 不機嫌になる私 (Fukigen ni naru watashi) par Sayuri Iwata
- Mainichi Adventure par Sparkling Point
- Sakurairo par Shiori Takei
- MIRACLE par Rina Aiuchi
- Koyoi Eden no Katasumi de par Garnet Crow
- Mou Kokoro Yuretari Shinaide par Kitahara Aiko
- Kono te wo Nobaseba par Garnet Crow

### Voix françaises
- Alexandre Nguyen : Ginta Toramizu
- Benoît Allemane : Babbo
- Fanny Bloc : Koyuki et Snow
- Geneviève Doang : Dorothy (1ère voix)
- Laura Pelerins : Dorothy (2ème voix)
- Mathieu Doang : Jack (1ère voix)
- Bruno Méyère : Nanashi et Jack (2ème voix)
- Thomas Guitard : Alviss (1ère voix)
- Emmanuel Rausenberger : Alviss (2ème voix)
- Gérard Surugue : Edo
- Patrick Béthune : Alan
- Frédéric Popovic : Le Fantôme
- Marc Lesser : Yan
- Stéphane Ronchewski : Péta et Jake, le père de Jack
- Jessica Barrier : Belle et Candice
- Adeline Chetail : Loco et Ghid
- Claire Guyot : Diana et Bumolle
- Chantal Macé : Pano, Chap et Merilo